# San Lorenzo (Valencia)
San Lorenzo (en valenciano y oficialmente Sant Llorenç, inicialmente llamado Nou Orriols, en castellano Nuevo Orriols) es un barrio de la ciudad de Valencia (España), perteneciente al distrito de Rascaña. Está situado al norte de la ciudad y limita al norte con los municipios de Tabernes Blanques y Alboraya, al este con Camino de Vera y Benimaclet, al sur con San Antonio y al oeste con Orriols, barrio del cual es una prolongación. Su población en 2022 era de 10.963 habitantes.

## Historia

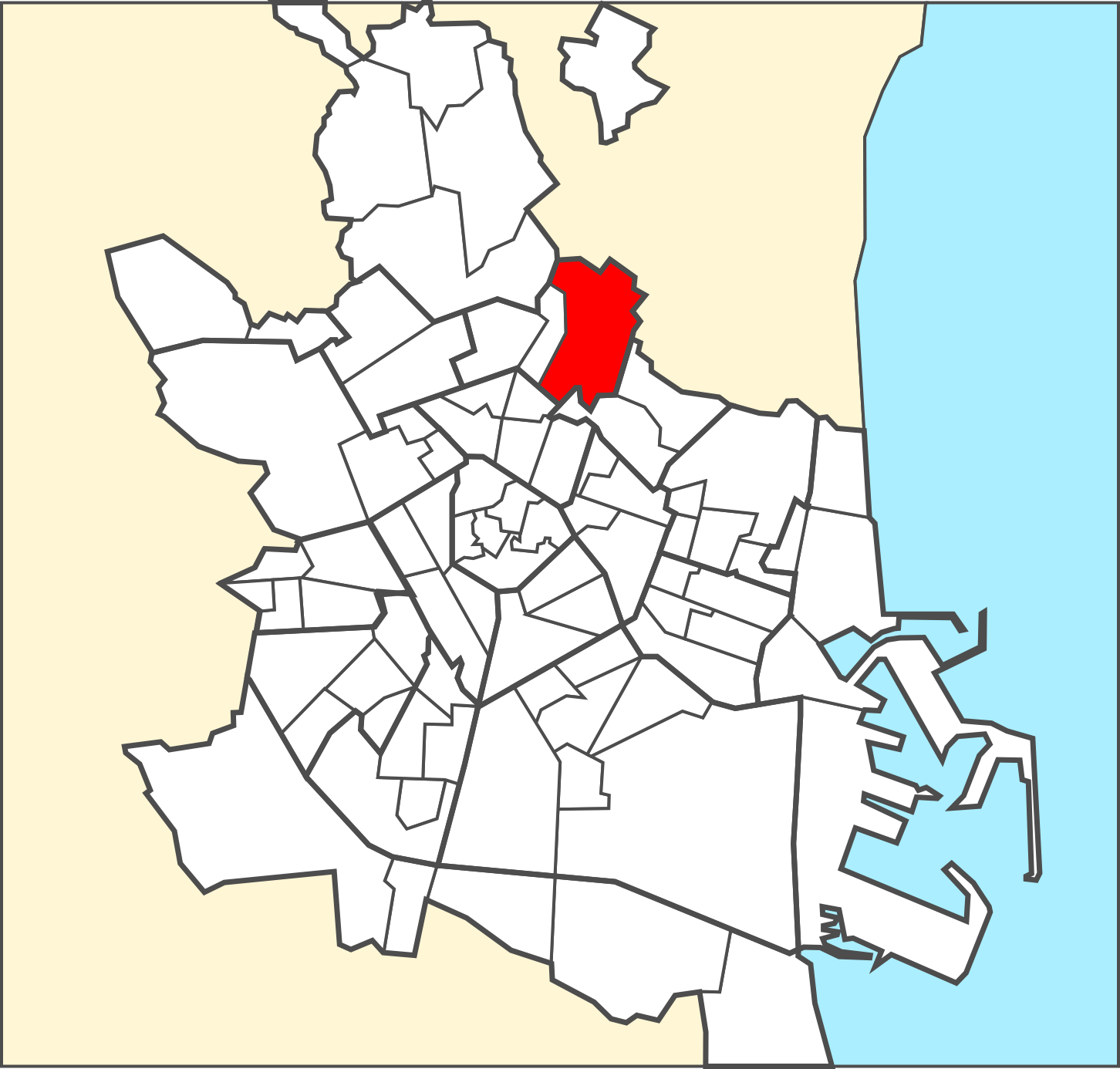
Localización del barrio de Sant Llorenç en el municipio de Valencia.

En la década de 1990 se construyó el Nuevo Orriols, una zona residencial de mayor calidad pegada al viejo Orriols. Para vertebrar el nuevo barrio con respecto al viejo, se emplearon las calles Duque de Mandas (que atraviesa el viejo Orriols de este a oeste) y Arquitecto Tolsa (que se inicia en el barrio viejo), situándose entre ambos barrios el Parque Municipal de Orriols y el Estadio Ciudad de Valencia. Posteriormente tomaría el nombre de los huertos que anteriormente existían allí ("Huertos de San Lorenzo"), pasando a ser el barrio de Sant Llorenç. En 2007 se creó la primera falla del barrio, "La Nova d'Orriols".